# Linézolide
Le linézolide est un antibiotique de synthèse de la famille des oxazolidinones. Il est actif sur les germes Gram positifs, y compris les entérocoques résistants aux glycopeptides et les Staphylococcus aureus méthicillino-résistants et de sensibilité diminuée aux glycopeptides.
C'est le premier antibiotique de la famille des oxazolidinones à avoir été mis sur le marché en 2000.

## Mode d'action
Il agit en se fixant sur la sous-unité 50S du ribosome bactérien, près de son centre catalytique. Il peut également limiter la prolifération de certaines cellules eucaryotes en bloquant la réplication de leurs mitochondries. Il se diffuse dans l'ensemble des tissus, y compris les poumons et le système nerveux central.

## Indications
Il est en général réservé au traitement d'infections bactériennes graves dans les cas où d'autres antibiotiques ont échoué pour cause de résistance aux antibiotiques.  Il n'y a pas de résistance croisée avec les autres classes d'antibiotiques actifs sur les bactéries à Gram positif.  Des états comme des infections cutanées ou des pneumonies nosocomiales ou une résistance à la méticilline ou à la pénicilline sont des indications pour le linézolide. Il est en particulier actif sur certaines souches de Staphylococcus aureus résistant à la méticilline et sur les entérocoques résistant à la vancomycine. Il inhibe également la croissance du Mycobacterium tuberculosis commun ou résistant,. Il a ainsi été testé chez des patients porteurs d'une tuberculose multi-résistante avec stérilisation des crachats. Des résistances secondaires à cette molécule ont cependant été décrites chez les patients traités.

## Effets secondaires
Les effets secondaires sont dominés par la myélotoxicité (thrombopénie, anémie, pancytopénie), qui dépend étroitement de la durée du traitement, lequel est rarement indiqué au-delà de 28 jours. On note aussi des neuropathies périphériques, un syndrome sérotoninergique lorsqu'il est utilisé avec un inhibiteur sélectif de la recapture de la sérotonine, le linézolide est un inhibiteur réversible de la monoamine oxydase (IMAO). Une acidose lactique est possible. Il peut également causer des neuropathies optiques régressives après plusieurs mois d'arrêt du traitement.
Il est assez cher par comparaison aux antibiotiques plus anciens.